# Broager
Broager, (tysk: Broacker og lokalt: Braue) er hovedby på halvøen Broager Land i Sønderjylland med 3.227 indbyggere  (2025). Den er beliggende 5 km øst for Egernsund, 8 km syd for Vester Sottrup og 11 km vest for Sønderborg. Broager hører til Sønderborg Kommune og ligger i Region Syddanmark.
Broager hører til Broager Sogn, og Broager Kirke ligger i byen.
Broager blev kendt for TV-serien "Apotekeren i Broager", lavet af TV Syd i starten af 1980'erne og sendt landsdækkende i 1985.

## Faciliteter
Broager Skole har 616 elever, fordelt på 0.-9. klassetrin. Broager Private Børnehus, der blev privat ved starten af 2016, har 3 grupper med ca. 15 børn i hver.
Broager Hallen blev indviet 18.oktober 1969. Salen har plads til 350 stående eller 200 siddende personer. Hal 2 blev indviet 18. marts 2017.
Broager har flere dagligvarebutikker, bl.a. SuperBrugsen med posthus, samt bibliotek.

## Historie

### 1864
Broager Kirkes tvillingespir hævdes at have haft betydning under preussernes bombardement af Dybbøl-stillingen i foråret 1864. De stillede en udkigspost på en gangbro mellem spirene, hvorfra han kunne se granatnedslagene i forhold til Dybbøl Mølle og korrigere kanonernes sigte herefter.

### Broagerbanen
Broager havde station på Broagerbanen, der gik mellem Vester Sottrup og Skelde 1910-32. Stationsbygningen er bevaret på Vestergade 1, og 200 m sydøst herfor starter Banestien, som følger banens tracé til Dynt, der var næste station.

### Genforeningssten
I parken overfor kirken ud mod Parkvej står en sten, der blev rejst i 1930 til minde om Genforeningen i 1920.

### Broager Kommune
Broager Kommune blev dannet i 1922 ved sammenlægning af Egernsund og Broager sognekommuner. Den havde 1. januar 1970 5.406 indbyggere og skulle derfor ikke lægges sammen med andre ved kommunalreformen i 1970. Ved kommunalreformen i 2007 blev Broager Kommune lagt sammen med Augustenborg, Sønderborg, Gråsten, Nordborg, Sundeved og Sydals kommuner til Sønderborg Kommune.

## Broager Sparekasse
Broager Sparekasse er en af landets ældste, stiftet i 1845. Den fusionerede i 1960'erne med Nybøl Sogns Spare- og Laanekasse og har i dag afdelinger i Broager, Sønderborg og Aabenraa.

## Berømte bysbørn
- Otto Didrik Ottesen (født 3. april 1816, død 2. oktober 1892) var en dansk blomstermaler.
- Jørgen Munk Plum (født 16. juli 1925, død 11. april 2011), diskoskaster og olympiade-deltager.
- Esben Høilund Carlsen (født 3. august 1941, død 9. september 2011), filminstruktør og skuespiller – instruerede bl.a. "Apotekeren i Broager".
- Ludvig Harboe (født 16. august 1709, død 15. juni 1783),  var en dansk historiker og biskop over Sjællands Stift.

## Galleri
- Parti af Broager set fra den modsatte side af Flensborg fjord
- Broager Sparekasse
- Broagers gamle apotek
- Klokkestabel ved kirken
- Broager Station
- Banesti til Dynt